# Microporella diademata
Microporella diademata är en mossdjursart som först beskrevs av Jean Vincent Félix Lamouroux 1824.  Microporella diademata ingår i släktet Microporella och familjen Microporellidae. Inga underarter finns listade i Catalogue of Life.